# Йоа
Йоа (на френски: Yoa) е най-известното и второ по големина езеро от езерата на Унианга, серия от езера в басейна на регион Борку-Енеди-Тибести  в Североизточен Чад.Тези езера са останки от много по-голямо езеро, което е заемало този басейн по време на африканския влажен период, който е продължил приблизително от 15 000 до 5 500 години преди днешния ден. В момента в басейна има 15 езера с обща площ от приблизително 20 квадратни километра.
Намира се в региона Унианга Кебир, най-сухите части на Сахара. Езерото не е подхранвано от реки, а от подпочвени извори. То е важен водоизточник за много от номадските племена в пустинята.
Всяка година 6-метров слой вода се изпарява от повърхността на езерото.
Дълбочината му е 25 метра, а площта – 3 кв. км.